# Чистоозёрка (Алтайский край)
Чистоозёрка — село в Завьяловском районе Алтайского края. Центр Чистоозёрского сельсовета.

## География
Село находится в западной части края, в пределах Кулундинской равнины, у озёр Домашнее, Ракитник, Горькое.
Климат умеренный, резко континентальный. Средняя температура января составляет −18,6 °C, июля — +19,3 °C.

## История
Основано в 1855 году.
В 1928 году село Чисто-Озёрное состояло из 444 хозяйств. Центр Чисто-Озёрного сельсовета Завьяловского района Каменского округа Сибирского края.

## Население
| 1997  | 1998  | 1999  | 2000  | 2001  | 2002  | 2003  | 2004  | 2005  | 2006  | 2007  | 2008  | 2009  | 2010  |
| ----- | ----- | ----- | ----- | ----- | ----- | ----- | ----- | ----- | ----- | ----- | ----- | ----- | ----- |
| 1417  | ↘1405 | ↗1447 | ↗1465 | ↘1446 | ↘1402 | ↗1429 | ↗1431 | ↘1375 | ↗1385 | ↘1376 | ↘1295 | ↘1286 | ↗1290 |
| 2011  | 2012  | 2013  | 2014  | 2015  | 2016  | 2017  | 2018  | 2019  | 2020  | 2021  |       |       |       |
| ↘1289 | ↗1299 | ↘1298 | ↘1293 | ↗1301 | ↘1281 | ↘1276 | ↘1251 | ↘1237 | ↘1210 | ↘1168 |       |       |       |

Национальный состав
В 1928 году основное население — русские.
Согласно результатам переписи 2002 года, в национальной структуре населения русские составляли 91 % из 1433 чел.

## Инфраструктура
Администрация поселения.
МБОУ Чистоозёрская СОШ.

## Транспорт
Чистоозёрка доступна автомобильным транспортом.
Проходит автодорога межмуниципального значения «Родино — Степной Кучук — Камышенка — Завьялово» (идентификационный номер 01 ОП РЗ 01К-50).